# USS Southery (IX-26)
USS Southery – parowiec zbudowany w 1889 przez firmę R. Thompson Sons & Co. w Sunderland (Anglia). Został zakupiony przez United States Navy; 16 kwietnia 1898 został przerobiony na węglowiec w Boston Navy Yard i wszedł do służby w bostońskiej stoczni 2 maja 1898. Pierwszym dowódcą został Comdr. Walton Goodwin.
„Southery” wypłynął z Bostonu 6 czerwca i przez pozostały okres 1898 i częściowo 1899 pływał wzdłuż atlantyckiego wybrzeża USA od Bostonu na południe w rejon Jamajki. 18 lutego 1899 przerobiony węglowiec został wycofany ze służby w Norfolk Naval Shipyard i przerobiony na okręt więzienny. 6 kwietnia 1902 jednostka przeszła do Bostonu, gdzie podjęła służbę jako więzienie. Na początku lipca 1903 okręt więzienny został przeniesiony do Portsmouth (New Hampshire). W lutym 1913 okręt został przerobiony na okręt-bazę (ang. station ship) w Portsmouth.
Gdy Stany Zjednoczone przystąpiły do I wojny światowej wiosną 1917 „Southery” nadal stał w Portsmouth. 27 kwietnia otrzymał połowę z pierwszego poboru rekrutów z Great Lakes Naval Training Station i przez pięć miesięcy szkolił ich intensywnie. Wrócił do służby jako okręt więzienny 25 września 1917 i w tej roli dotrwał do 7 listopada 1918, gdy został przydzielony jako okręt koszarowy (ang. receiving ship) do Portsmouth (N.H.) Navy Yard. 16 kwietnia 1922 „Southery” został przeniesiony do Boston Navy Yard i nadal pełnił tam rolę okrętu koszarowego od 26 kwietnia. Kontynuował wypełnianie tego przydziału do wycofania ze służby 12 lipca 1933. Jego nazwa został wykreślona z listy jednostek floty 1 września 1933. Kadłub został sprzedany firmie Boston Navy Yard 1 grudnia 1933.